# Cuộc đua xe đạp toàn quốc tranh Cúp truyền hình Thành phố Hồ Chí Minh
Cuộc đua xe đạp toàn quốc tranh Cúp truyền hình Thành phố Hồ Chí Minh, còn được biết đến với tên gọi tắt Cúp Truyền hình hay HTV Cup, là một sự kiện thể thao thường niên do Ban Thể dục - Thể thao của Đài Truyền hình Thành phố Hồ Chí Minh tổ chức, thường diễn ra vào khoảng đầu tháng 4 và kết thúc vào đúng 11 giờ 30 phút ngày 30 tháng 4 hàng năm tại Hội trường Thống Nhất, Thành phố Hồ Chí Minh. Đây được coi là giải đua xe đạp có quy mô, tầm ảnh hưởng lớn và sâu rộng nhất tại Việt Nam. Giải đấu đã trở thành một sự kiện thể thao gắn liền với ý nghĩa chính trị, lịch sử quan trọng nhân ngày Giải phóng miền Nam - Thống nhất đất nước, đồng thời giải đua còn truyền tải các hình ảnh đẹp nhất của Việt Nam đến khán giả trong và ngoài nước.
Ra mắt vào năm 1989 với lộ trình rất ngắn, nhưng chỉ 2 mùa giải sau đó, cuộc đua đã được Tổng cục Thể dục Thể thao Việt Nam công nhận nằm trong hệ thống thi đấu quốc gia. Từ cuộc đua lần thứ 5 (1993), cuộc đua lần đầu tiên được tổ chức với lộ trình xuyên Việt. Cho tới nay, cuộc đua đã trở thành một sự kiện thể thao quan trọng được người hâm mộ mong chờ mỗi tháng 4 hàng năm, đặc biệt đối với khu vực Nam Bộ, nơi bộ môn thi đấu đua xe đạp phát triển rất mạnh. Kể từ năm 2005, cứ 10 năm một lần vào dịp năm tròn kỷ niệm ngày Giải phóng miền Nam, cuộc đua còn vinh dự nằm trong chương trình Lễ quốc gia kỷ niệm sự kiện ý nghĩa này.

## Lịch sử

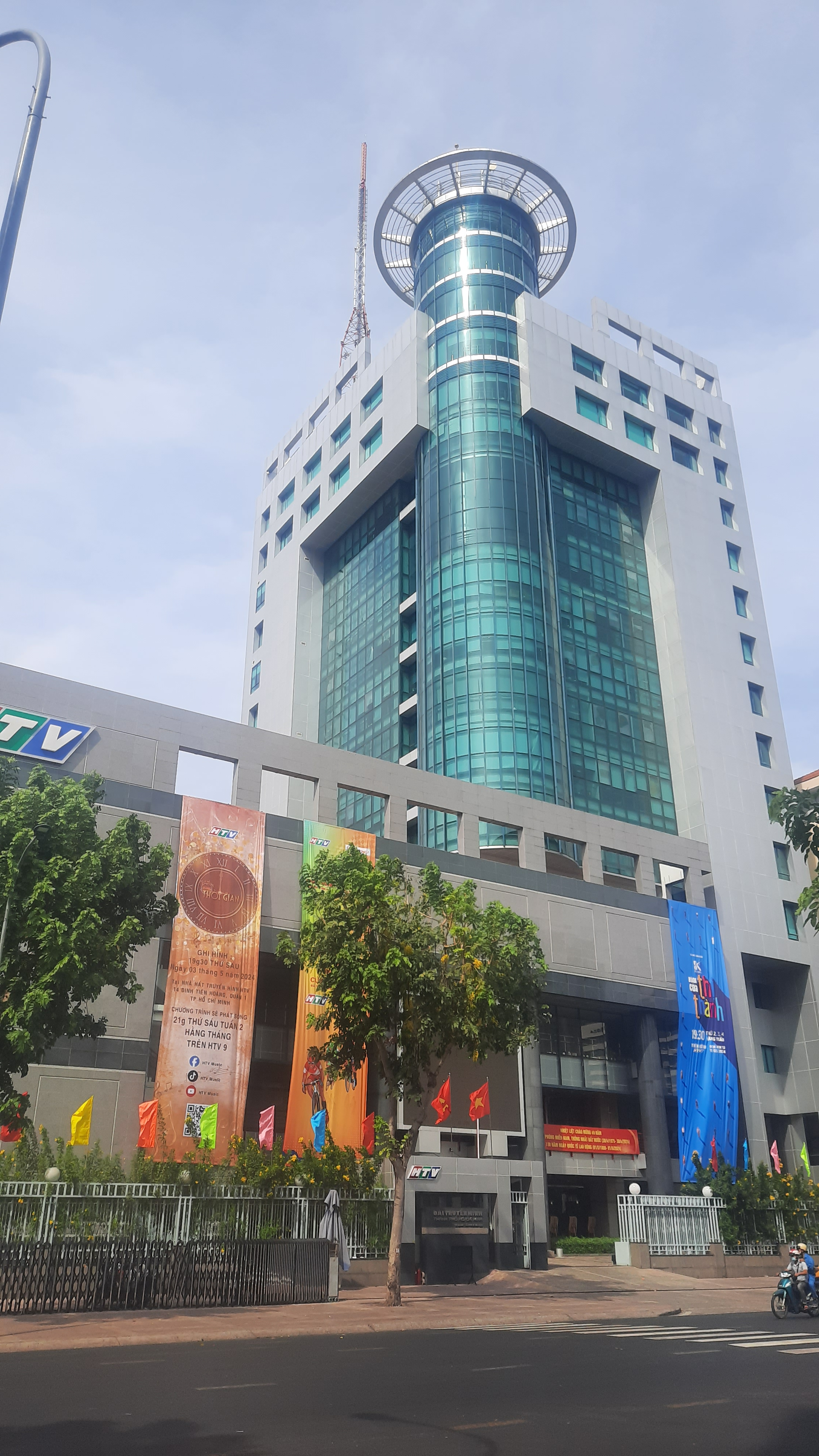
Băng rôn chào mừng Cúp truyền hình HTV 2024 ở trụ sở HTV.

Tiền thân của giải đấu là một giải đua xe đạp do Phòng Thời sự HTV phối hợp với Phòng Thể dục - Thể thao quận Gò Vấp tổ chức vào năm 1988, bao gồm 4 chặng đua: Thành phố Hồ Chí Minh - Bảo Lộc - Đà Lạt - Thành phố Hồ Chí Minh với 15 đội đua xe đạp tham dự. Năm 1989, cuộc đua được ra đời từ ý tưởng của Nghệ sĩ nhân dân Phạm Khắc, nguyên Giám đốc Đài Truyền hình Thành phố Hồ Chí Minh, với mục đích "phát triển phong trào xe đạp thể thao tại Việt Nam, và vì sự nghiệp phát triển truyền hình".

### Cuộc đua đầu tiên (1989)
Ngày 29 tháng 8 năm 1989, cuộc đua đầu tiên được tổ chức. Cuộc đua xuất phát từ ngã tư Thủ Đức - Lái Thiêu, với lộ trình chỉ bốn chặng đua: Thành phố Hồ Chí Minh - Bảo Lộc - Đà Lạt - Thành phố Hồ Chí Minh, tổng cự ly 514 km. Có 95 vận động viên đến từ 20 đội đua trên toàn quốc tham gia cuộc đua lần này. Cuộc đua đầu tiên được tổ chức với nhiều khó khăn về máy móc thiết bị, thông tin liên lạc, cơ sở hạ tầng đường đua, về công nghệ truyền hình, và việc phối hợp với các địa phương. Ấn tượng để lại tại cuộc đua lần này là hình ảnh vận động viên Trần Văn Thưởng (Hà Nội) vác xe đạp bị thủng lốp của mình chạy về đích trong chặng 1.
Vận động viên Lư Hồng Đức của đội Công an Thành phố Hồ Chí Minh là người đoạt áo vàng đầu tiên, với giải thưởng là một tivi màu JVC, đồng thời đoạt áo xanh. Phạm Minh Tân của đội Quận 1 - Nước hoa Thanh Hương giành áo chấm đỏ.

### Thập niên 1990
Mặc dù gặp nhiều khó khăn, nhưng cuộc đua không ngừng được phát triển qua từng năm tổ chức. Đến cuộc đua lần thứ hai vào năm 1990, nhân kỷ niệm 45 năm ngày Nam Bộ kháng chiến, cuộc đua được nâng lên thành năm chặng với lộ trình mở rộng ra Phan Thiết và Phan Rang, tổng lộ trình hơn 700 km. Cùng năm đó, Vương Chí Thành của đội Công ty Xuất nhập khẩu Tân Bình đoạt cả ba danh hiệu cá nhân (áo vàng, áo xanh, áo chấm đỏ), và là người duy nhất cho đến nay làm được điều này. Năm 1991, cuộc đua được Tổng cục Thể dục - Thể thao Việt Nam đưa vào hệ thống thi đấu quốc gia. Một năm sau, cuộc đua mở rộng ra Nha Trang, với số chặng tăng lên 7 và lộ trình dài 900 km.
Năm 1993, nhân kỷ niệm 5 năm Cúp truyền hình, lần đầu tiên một cuộc đua xuyên Việt được tổ chức mang tên gọi "Hà Nội - Huế - Sài Gòn". Cuộc đua được diễn ra từ ngày 1 tháng 5 đến ngày 19 tháng 5, xuất phát từ Hà Nội và kết thúc tại Thành phố Hồ Chí Minh với lộ trình hơn 1900 km, đi qua 8 ngọn đèo. Tổng cộng có 125 vận động viên đến từ 25 đội đua tham gia. Cuộc đua cũng đánh dấu lần đầu tiên Đài Truyền hình Thành phố Hố Chí Minh tổ chức truyền hình trực tiếp một sự kiện thể thao với sự hợp tác của Đài Truyền hình Việt Nam.
Thập niên 1990 chứng kiến thời kỳ hoàng kim của các đội đua xe đạp Thành phố Hồ Chí Minh. Đội Cảng Sài Gòn liên tiếp đoạt các danh hiệu cao quý tại cuộc đua: Nguyễn Văn Hiệp giành áo vàng năm 1994 và Võ Hải Thanh trở thành tay đua đầu tiên giành áo vàng hai năm liên tiếp vào các năm 1995 và 1996. Đến năm 1997, tay đua Trương Quốc Thắng trở thành vận động viên trẻ nhất giành được áo vàng khi chỉ mới 17 tuổi.
Năm 1996 đánh dấu lần đầu tiên có sự tham gia của các đội đua quốc tế, với đội đua Viêng Chăn, Lào tham gia cùng với 16 đội đua trong nước.

### Thập niên 2000
Năm 2000, nhằm chào mừng thiên niên kỷ mới, cuộc đua xuyên Việt lần thứ hai được tổ chức với 17 chặng và tổng lộ trình hơn 1900 km, diễn ra từ ngày 12 tháng 4 đến ngày 30 tháng 4 năm 2000. Đây là năm đầu tiên ca khúc "Những bánh xe quay nhanh" được đưa vào sử dụng. Năm 2001 và 2002 tiếp tục chứng kiến sự vượt trội của Trương Quốc Thắng khi anh giành thêm hai danh hiệu áo vàng chung cuộc, sau chiến tích vô địch châu Á năm 2000. Năm 2003, cuộc đua xuyên Việt lần thứ ba được tổ chức nhân kỷ niệm 15 năm tổ chức giải và hưởng ứng Đại hội Thể thao Đông Nam Á 2003 tại Việt Nam.
Năm 2004 là năm duy nhất cuộc đua được dời lên giữa tháng 4 thay vì kết thúc vào ngày 30 tháng 4 như hằng năm, do trùng với các hoạt động kỷ niệm 50 năm Chiến thắng Điện Biên Phủ. Cuộc đua lần này chứng kiến sự trở lại của các đội đua quốc tế. Đáng chú ý là đội Seoul, Hàn Quốc với các tay đua như Park Sung-baek, Suh Seoh-kyu, Jang Gyung-gu, Gong Hyo-suk... một thời áp đảo các tay đua Việt Nam trong thập niên 2000 và liên tục thâu tóm các danh hiệu chung cuộc.
Năm 2005, cuộc đua vinh dự nằm trong Chương trình Lễ quốc gia kỷ niệm 30 năm ngày Giải phóng miền Nam - Thống nhất đất nước và mở rộng lộ trình lên Gia Lai và Đắk Lắk, nơi xuất phát của Chiến dịch Hồ Chí Minh.
Đến năm 2006 và 2007, cuộc đua được nâng tầm quốc tế với việc mở rộng lộ trình sang Lào và Campuchia, nằm trong kế hoạch mở rộng lộ trình sang ba nước Đông Dương cho đến năm 2008, lần thứ 20 tổ chức cuộc đua. Tuy nhiên, đến năm 2008, cuộc đua đã quay lại lộ trình trong nước với tổng cự ly 2237 km qua 18 chặng.

### Thập niên 2010
Năm 2010, một cuộc đua xuyên Việt nữa được tổ chức nhằm hướng đến Đại lễ 1000 năm Thăng Long - Hà Nội, lần đầu tiên mở rộng sang thành phố Cần Thơ. Năm 2013, nhân dịp kỷ niệm 25 năm tổ chức giải, tay đua Trần Thanh Điền của đội Bảo vệ thực vật Sài Gòn trở thành vận động viên trẻ nhất lịch sử giải giành áo vàng khi chưa tròn 17 tuổi. Cuộc đua năm 2014 để lại nhiều ấn tượng buồn khi có đến 69 trên tổng số 81 tay đua bị loại khỏi các danh hiệu cá nhân chung cuộc sau chặng 2 vì về đích quá giờ quy định so với nhóm đầu, chỉ còn lại 12 tay đua tranh chấp các thứ hạng chung cuộc.
Năm 2017, cuộc đua lần đầu tiên đi qua tất cả các tỉnh Tây Nguyên trước khi vòng qua các tỉnh Nam Trung Bộ, với lộ trình gần 2000 km qua 20 chặng. Năm 2018 đánh dấu kỷ niệm 30 năm tổ chức cuộc đua với lộ trình kỷ lục 30 chặng, lần đầu tiên xuất phát tại Lạng Sơn thay vì Hà Nội và được mở rộng xuống các tỉnh Tây Nam Bộ. Linh vật chính thức của giải, chú ngựa có tên "Thần Tốc" (tiếng Anh: Speedy), cũng được giới thiệu chính thức tại cuộc đua lần này. Năm 2019, mặc dù được rút ngắn lộ trình xuống còn 16 chặng và xuất phát từ Nghệ An, cuộc đua cũng có nhiều nét mới với kỷ lục chặng Pleiku - Tuy Hòa dài 220 km.

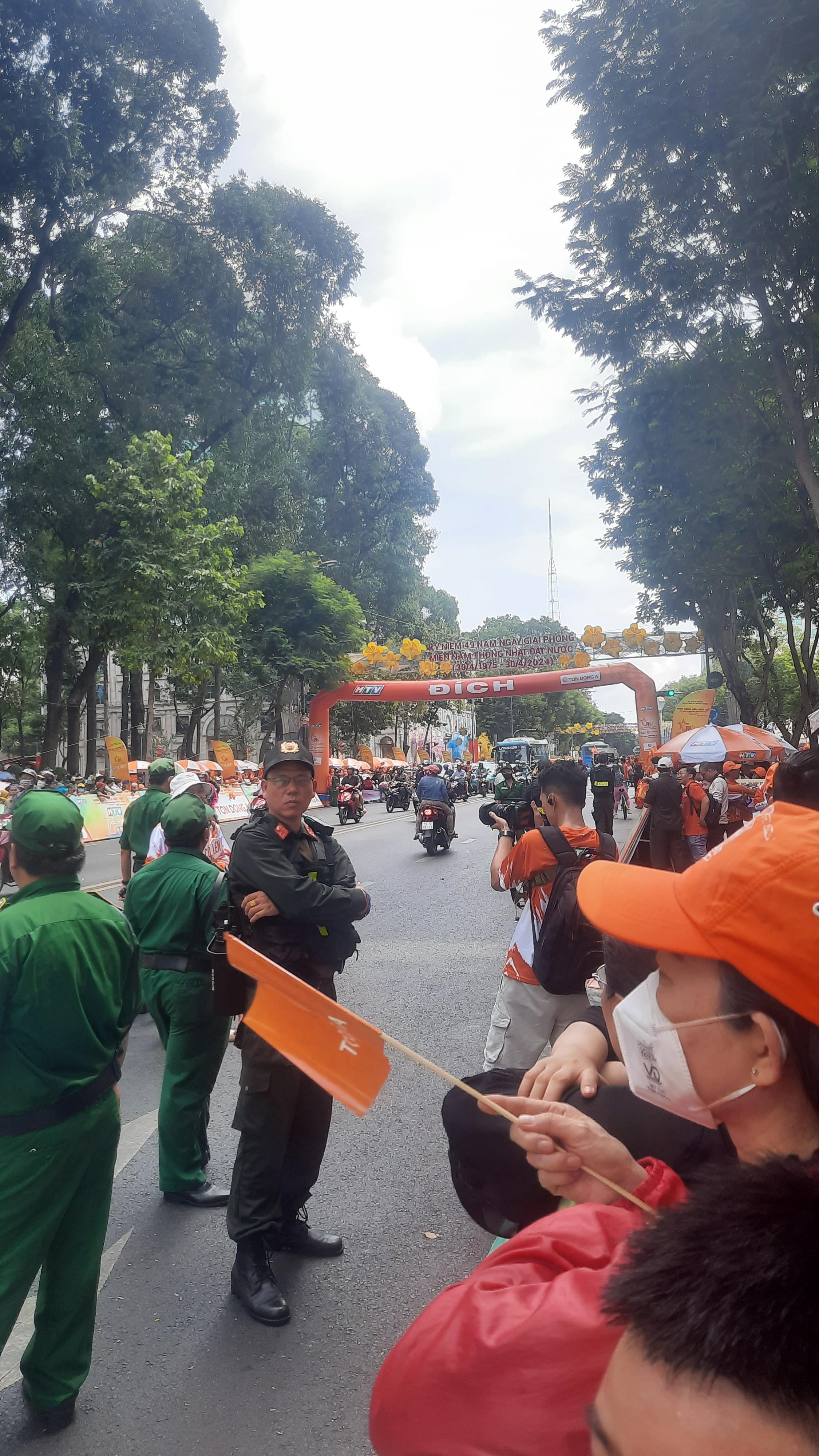
Đích đến

Thập niên 2010 cũng chứng kiến sự phát triển vượt bậc của kỹ thuật truyền hình tại Cúp truyền hình. Năm 2015, cuộc đua lần đầu tiên được truyền hình trực tiếp vói định dạng HD. Đến năm 2017, tất cả các chặng đua được phát trực tuyến trên các nền tảng mạng xã hội của HTV, với 10/20 chặng đua được truyền hình trực tiếp trên HTV9 và HTV Thể Thao. Ngày 3 tháng 4 năm 2018, HTV đã truyền hình trực tiếp thành công một chặng đua đường trường không gián đoạn, trong chặng 6 đi từ Thanh Hóa đến Nghệ An. Sự tiến bộ về kỹ thuật trực tiếp và cách thức tổ chức đã tạo rất nhiều bất ngờ cho khán giả, từ đó kéo theo lượng lớn người yêu xe đạp đồng hành cùng đoàn đua qua sóng truyền hình cũng như mạng xã hội. Với sức lan tỏa mạnh ngoài dự kiến, HTV đã truyền hình trực tiếp thêm 4 chặng đua đường trường, nâng tổng số chặng được truyền hình trực tiếp lên 21 chặng, thay vì 17 chặng như dự kiến. Đỉnh điểm là chặng đua Huế – Đà Nẵng và chặng đua Nha Trang – Đà Lạt, tín hiệu trực tiếp vẫn rất ổn định, mở ra giai đoạn mới của truyền hình thể thao tại Việt Nam.
Năm 2019, HTV lần đầu tiên tổ chức truyền hình trực tiếp tất cả các chặng đua của giải và được duy trì đến nay. Với số lượng camera được tăng cường nhiều hơn và kỹ thuật truyền dẫn tiếp tục cải tiến, khán giả yêu xe đạp đã được theo sát các diễn biến trên đường đua. Nhờ đó, HTV tiếp tục nâng cao vị thế của cuộc đua này.

### Thập niên 2020

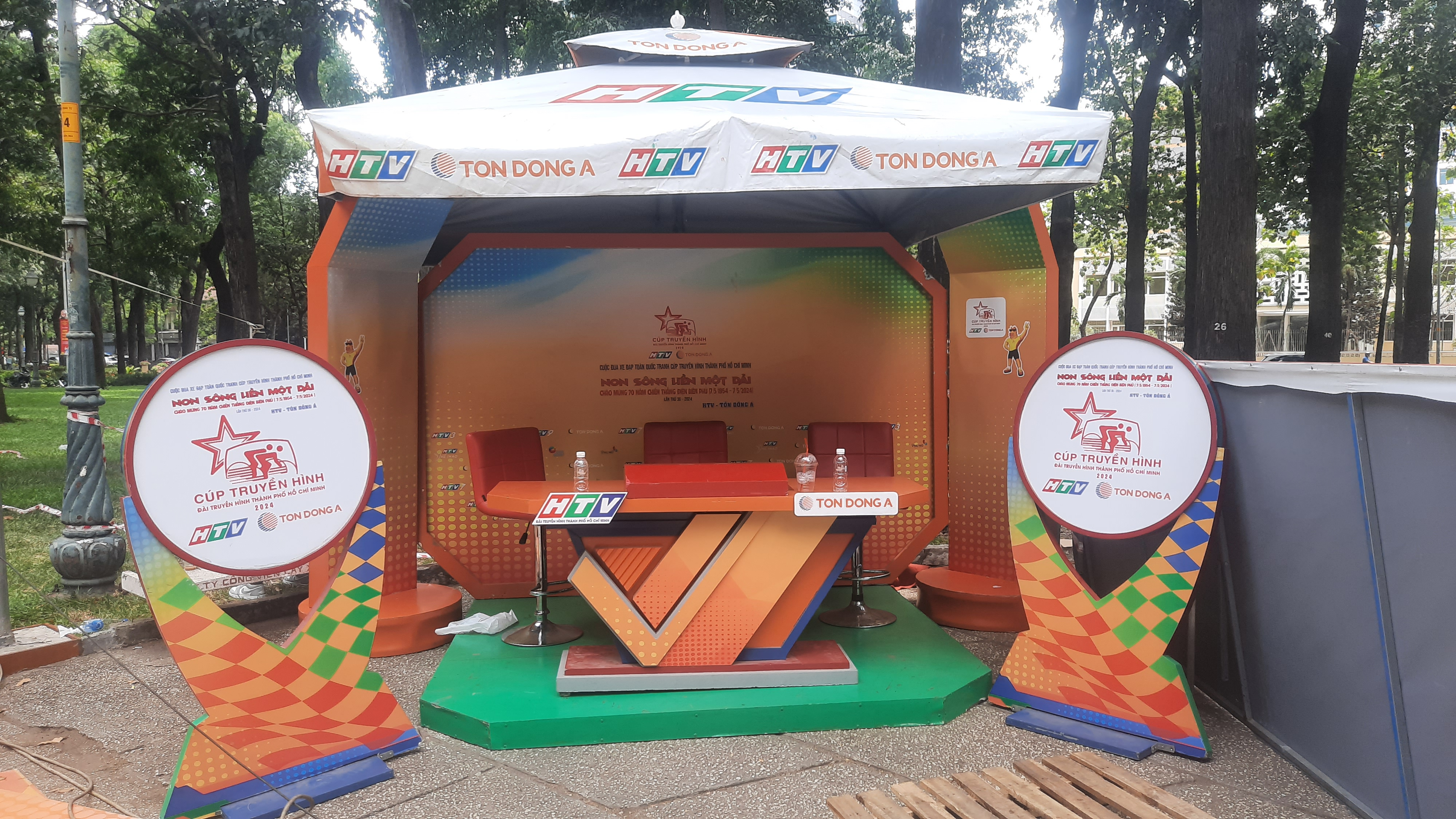
Khu vực trường quay nơi bình luận trận đấu tại đích đến

Năm 2020, đại dịch COVID-19 lan rộng khắp thế giới khiến các sự kiện thể thao lớn nhỏ bị trì hoãn, và Cúp truyền hình cũng không ngoại lệ. Lịch thi đấu thường niên (vào tháng 4) đã không thể được tổ chức do trùng với thời gian Việt Nam giãn cách toàn xã hội. Thay vào đó, cuộc đua xe đạp thực tế ảo đầu tiên với tên gọi Niềm tin chiến thắng được tổ chức từ ngày 24 tháng 4 đến ngày 29 tháng 4 năm 2020 thông qua ứng dụng đạp xe giả lập Zwift. Cuộc đua chính thức được diễn ra từ ngày 19 tháng 5 đến ngày 7 tháng 6 năm 2020, với lộ trình được rút ngắn xuống còn 18 chặng thay vì 23 chặng như ban đầu. Cuộc đua năm 2020 đã nhận được sự chú ý đông đảo của cộng đồng người hâm mộ đua xe đạp trên thế giới, vì là cuộc đua đầu tiên được tổ chức trong bối cảnh các giải xe đạp trong hệ thống UCI đã bị hoãn lại. Giải được quay trở lại lịch trình thi đấu truyền thống của mình vào năm 2021 với số chặng tăng lên 22.
Với việc các vận động viên quốc tế xuất hiện ngày càng nhiều và liên tiếp chiếm lĩnh các danh hiệu chung cuộc, năm 2023, nhân kỷ niệm 35 năm tổ chức cuộc đua, danh hiệu Áo cam được giới thiệu dành cho vận động viên Việt Nam có thành tích tốt nhất trên bảng tổng sắp, nhằm tăng thêm tính cạnh tranh giữa các vận động viên trong nước. Cho đến nay, danh hiệu này được xem như "áo vàng dành cho nội binh". Giải lần đầu tiên trở lại với miền Tây Nam Bộ kể từ cuộc đua năm 2018, với tổng lộ trình gần 3000 km qua 25 chặng. Năm 2023 cũng chứng kiến nhiều kỷ lục bị xô đổ trong lịch sử Cúp truyền hình, khi tay đua Petr Rikunov của đội Tập đoàn Lộc Trời An Giang trở thành người đầu tiên trong lịch sử giải giữ danh hiệu Áo vàng qua tất cả các chặng, và anh cũng là người đầu tiên giành 10 chiến thắng chặng trong cùng một cuộc đua. 
Năm 2024, nhân kỷ niệm 70 năm Chiến thắng Điện Biên Phủ, giải lần đầu tiên mở rộng lộ trình ra khu vực Tây Bắc Bộ, với các chặng đua tại Điện Biên và Sơn La. Năm 2025, cuộc đua vinh dự nằm trong chương trình Lễ quốc gia kỷ niệm 50 năm ngày Giải phóng miền Nam - Thống nhất đất nước, xuất phát từ Tân Trào, Tuyên Quang, và là lần đầu tiên một chặng đua bị hủy bỏ do trùng quốc tang. 

## Các lần tổ chức
| Lần | Năm  | Chủ đề                                       | Số đội | Số VĐV | Số chặng       | Thời gian   |
| --- | ---- | -------------------------------------------- | ------ | ------ | -------------- | ----------- |
| 1   | 1989 |                                              | 19     | 95     | 4 (514 km)     | 29/8 - 2/9  |
| 2   | 1990 |                                              | ?      |        | 5 (700 km)     | 18/9 - 23/9 |
| 3   | 1991 |                                              | ?      |        |                |             |
| 4   | 1992 |                                              | 23     | 114    | 7 (900 km)     | 23/4 - 30/4 |
| 5   | 1993 | Hà Nội - Huế - Sài Gòn                       | 25     | 125    | 17 (1900 km)   | 1/5 - 19/5  |
| 6   | 1994 |                                              | ?      |        |                |             |
| 7   | 1995 |                                              | ?      |        |                |             |
| 8   | 1996 |                                              | 17     | 68     | 6 (757 km)     | 25/4 - 30/4 |
| 9   | 1997 |                                              | ?      |        | 5 (706 km)     | 25/4 - 30/4 |
| 10  | 1998 |                                              | ?      |        | 8              |             |
| 11  | 1999 |                                              | 14     |        | 8 (969 km)     | 22/4 - 30/4 |
| 12  | 2000 | Hà Nội - Huế - Sài Gòn                       | 15     | 75     | 17 (1900 km)   | 12/4 - 30/4 |
| 13  | 2001 |                                              | 16     | 80     | 10 (1104 km)   | 21/4 - 30/4 |
| 14  | 2002 |                                              | 15     | 75     | 10 (1081,2 km) | 21/4 - 30/4 |
| 15  | 2003 | Hà Nội - Huế - Sài Gòn                       | 16     | 76     | 18 (1920,5 km) | 12/4 - 30/4 |
| 16  | 2004 |                                              | 14     | 70     | 9 (975 km)     | 9/4 - 18/4  |
| 17  | 2005 |                                              | 17     | 85     | 14 (1497 km)   | 16/4 - 30/4 |
| 18  | 2006 | Mở rộng Việt Nam - Lào                       | 11     | ~100   | 19 (2271 km)   | 9/4 - 30/4  |
| 19  | 2007 | Mở rộng Việt Nam - Campuchia                 | 17     | 85     | 13 (1470 km)   | 18/4 - 30/4 |
| 20  | 2008 | Hà Nội - Huế - Sài Gòn                       | 16     | 90     | 18 (2237 km)   | 10/4 - 30/4 |
| 21  | 2009 |                                              | 16     |        | 9 (997 km)     | 22/4 - 30/4 |
| 22  | 2010 | Thăng Long về đất Phương Nam                 | 14     | 90     | 17 (2200 km)   | 10/4 - 30/4 |
| 23  | 2011 |                                              | 14     | >80    | 9 (1075 km)    | 21/4 - 30/4 |
| 24  | 2012 | Hành trình chiến thắng                       | 11     | 77     | 15 (1768 km)   | 14/4 - 30/4 |
| 25  | 2013 | Non sông liền một dải                        | 11     | 75     | 16 (2000 km)   | 13/4 - 30/4 |
| 26  | 2014 | Non sông liền một dải                        | 12     | 84     | 11 (1173 km)   | 19/4 - 30/4 |
| 27  | 2015 | Non sông liền một dải                        | 12     | 84     | 19 (2000 km)   | 11/4 -30/4  |
| 28  | 2016 | Non sông liền một dải                        | 13     | 78     | 19 (2100 km)   | 10/4 -30/4  |
| 29  | 2017 | Non sông liền một dải                        | 13     | 78     | 20 (2000 km)   | 9/4 - 30/4  |
| 30  | 2018 | Non sông liền một dải                        | 13     | 78     | 30 (3267 km)   | 29/3 - 30/4 |
| 31  | 2019 | Non sông liền một dải                        | 12     | 83     | 16 (2000 km)   | 13/4 - 30/4 |
| VR  | 2020 | Niềm tin chiến thắng                         | 5      | 30     | 6 (250 km)     | 24/4 - 29/4 |
| 32  | 2020 | Non sông liền một dải                        | 12     | 82     | 18 (2183 km)   | 19/5 - 7/6  |
| 33  | 2021 | Non sông liền một dải - Niềm tin chiến thắng | 15     | 105    | 22 (2313 km)   | 6/4 - 30/4  |
| 34  | 2022 | Non sông liền một dải - Niềm tin chiến thắng | 14     | 98     | 23 (2316,2 km) | 5/4 - 30/4  |
| 35  | 2023 | Non sông liền một dải - Niềm tin chiến thắng | 14     | 98     | 25 (2963,9 km) | 2/4 - 30/4  |
| 36  | 2024 | Non sông liền một dải                        | 15     | 105    | 25 (2702,8 km) | 3/4 - 30/4  |
| 37  | 2025 | Non sông liền một dải                        | 15     | 105    | 25 (3059,5 km) | 3/4 - 30/4  |

## Danh sách tay đua đoạt giải chung cuộc qua các năm
Lưu ý: Con số được để trong dấu ngoặc vuông cạnh tên vận động viên là số lần đoạt danh hiệu của vận động viên đó.

### Giải Áo vàng
| Lần        | Năm  | Vận động viên          | Đội                        | Ghi chú                                                                                     |
| ---------- | ---- | ---------------------- | -------------------------- | ------------------------------------------------------------------------------------------- |
| 1          | 1989 | Lư Hồng Đức            | Công an TP.HCM             | Đồng thời giành áo xanh                                                                     |
| 2          | 1990 | Vương Chí Thành        | Xuất nhập khẩu Tân Bình    | Đồng thời giành áo xanh và áo chấm đỏ                                                       |
| 3          | 1991 | Ngô Quốc Dũng          | An Giang                   |                                                                                             |
| 4          | 1992 | Trương Huy Hồng        | Khách sạn Thanh Bình       |                                                                                             |
| 5          | 1993 | Huỳnh Kim Hùng         | Khách sạn Thanh Bình       |                                                                                             |
| 6          | 1994 | Nguyễn Văn Hiệp        | Cảng Sài Gòn               |                                                                                             |
| 7          | 1995 | Võ Hải Thanh           | Cảng Sài Gòn               | Đồng thời giành áo chấm đỏ                                                                  |
| 8          | 1996 | Võ Hải Thanh [2]       | Cảng Sài Gòn               |                                                                                             |
| 9          | 1997 | Trương Quốc Thắng      | Công an TP.HCM             |                                                                                             |
| 10         | 1998 | Trương Quốc Thắng [2]  | Khách sạn Thanh Bình       |                                                                                             |
| 11         | 1999 | Nguyễn Thành Quyết     | Cảng Sài Gòn               |                                                                                             |
| 12         | 2000 | Nguyễn Hữu Đức         | BVTV An Giang              | Sau đính chính tên là Nguyễn Văn Đức                                                        |
| 13         | 2001 | Trương Quốc Thắng [3]  | Khách sạn Thanh Bình       | Đồng thời giành áo chấm đỏ                                                                  |
| 14         | 2002 | Trương Quốc Thắng [4]  | Khách sạn Thanh Bình       |                                                                                             |
| 15         | 2003 | Trịnh Phát Đạt         | Domesco Đồng Tháp          | Đồng thời giành áo xanh                                                                     |
| 16         | 2004 | Park Sung-baek         | Hàn Quốc                   |                                                                                             |
| 17         | 2005 | Suh Seok-kyu           | Hàn Quốc                   |                                                                                             |
| 18         | 2006 | Lê Nguyễn Thành Nhân   | BVTV An Giang              |                                                                                             |
| 19         | 2007 | Oh Se-yong             | Hàn Quốc                   |                                                                                             |
| 20         | 2008 | Nguyễn Văn Đức [2]     | BVTV An Giang              | Còn có tên là Nguyễn Hữu Đức                                                                |
| 21         | 2009 | Gong Hyo-suk           | Hàn Quốc                   | Đồng thời giành áo chấm đỏ                                                                  |
| 22         | 2010 | Tugundur Tuulkhangai   | Mông Cổ                    |                                                                                             |
| 23         | 2011 | Hồ Văn Phúc            | ADC Truyền hình Vĩnh Long  |                                                                                             |
| 24         | 2012 | Bùi Minh Thụy          | ADC Truyền hình Vĩnh Long  |                                                                                             |
| 25         | 2013 | Trần Thanh Điền        | BVTV Sài Gòn               | Đồng thời giành áo trắng                                                                    |
| 26         | 2014 | Hồ Huỳnh Vạn An        | BVTV An Giang              | Đồng thời giành áo xanh                                                                     |
| 27         | 2015 | Nguyễn Trường Tài      | VUS TP.HCM                 |                                                                                             |
| 28         | 2016 | Nguyễn Trường Tài [2]  | VUS TP.HCM                 |                                                                                             |
| 29         | 2017 | Alex Ariya Phounsavath | VUS TP.HCM                 |                                                                                             |
| 30         | 2018 | Nguyễn Thành Tâm       | Gạo Hạt ngọc trời An Giang | VĐV duy nhất giành đủ 4 màu áo (áo trắng 2012, áo chấm đỏ 2013, áo xanh 2016, áo vàng 2018) |
| 31         | 2019 | Javier Sarda Perez     | VUS TP.HCM                 |                                                                                             |
| Thực tế ảo | 2020 | Lê Ngọc Sơn            | Tập đoàn Lộc Trời An Giang | Áo vàng giải đua xe đạp thực tế ảo "Niềm tin chiến thắng"                                   |
| 32         | 2020 | Javier Sarda Perez [2] | TP.HCM                     | Đồng thời giành áo chấm đỏ                                                                  |
| 33         | 2021 | Loic Desriac           | Bike Life Đồng Nai         |                                                                                             |
| 34         | 2022 | Igor Frolov            | TP.HCM Vinama              | Đồng thời giành áo chấm đỏ                                                                  |
| 35         | 2023 | Petr Rikunov           | Tập đoàn Lộc Trời An Giang | Đồng thời giành áo xanh                                                                     |
| 36         | 2024 | Petr Rikunov [2]       | Tập đoàn Lộc Trời An Giang | Đồng thời giành áo xanh                                                                     |
| 37         | 2025 | Mikhail Fokin          | Tập đoàn Lộc Trời An Giang |                                                                                             |

### Giải Áo xanh (vua nước rút - thắng chặng nhiều nhất)
| Lần | Năm  | Vận động viên       | Đội                                  | Ghi chú                 |
| --- | ---- | ------------------- | ------------------------------------ | ----------------------- |
| 1   | 1989 | Lư Hồng Đức         | Công an Nhân dân                     |                         |
| 2   | 1990 | Vương Chí Thành     | Xuất Nhập Khẩu Tân Bình              |                         |
| 3   | 1991 | Đôn Thanh Hiếu      | Công an Thành phố Hồ Chí Minh        |                         |
| 4   | 1992 |                     |                                      |                         |
| 5   | 1993 | Trần Phát           | Công an Tiền Giang                   |                         |
| 6   | 1994 | Huỳnh Kim Hùng      | Khách sạn Thanh Bình                 |                         |
| 7   | 1995 |                     |                                      |                         |
| 8   | 1996 | Huỳnh Minh Luyện    | Công an Tiền Giang                   |                         |
| 9   | 1997 | Hồng Anh Quân       | Hà Nội                               |                         |
| 10  | 1998 | Trương Qưốc Thắng   | Khách sạn Thanh Bình                 |                         |
| 11  | 1999 | Võ Ngọc Long        | Quân khu 7                           |                         |
| 12  | 2000 | Trương Qưốc Thắng   | Khách sạn Thanh Bình                 |                         |
| 13  | 2001 | Nguyễn Nam Cực      | Cảng Sài Gòn - Tiến Đạt              |                         |
| 14  | 2002 | Nguyễn Nam Cực [2]  | Cảng Sài Gòn - Tiến Đạt              |                         |
| 15  | 2003 | Trịnh Phát Đạt      | Domesco Đồng Tháp                    | Đồng thời giành áo vàng |
| 16  | 2004 | Nguyễn Nam Cực [3]  | Cảng Sài Gòn - Tiến Đạt              |                         |
| 17  | 2005 | Park Sung-baek      | Hàn Quốc                             |                         |
| 18  | 2006 | Đỗ Tuấn Anh         | Domesco Đồng Tháp Eximbank           |                         |
| 19  | 2007 | Đỗ Tuấn Anh [2]     | Domesco Đồng Tháp Vinasun            |                         |
| 20  | 2008 | Lê Văn Duẩn         | Dofilm TP.HCM                        |                         |
| 21  | 2009 | Đỗ Tuấn Anh [3]     | Domesco Đồng Tháp                    |                         |
| 22  | 2010 | Đỗ Tuấn Anh [4]     | Domesco Đồng Tháp                    |                         |
| 23  | 2011 | Đỗ Tuấn Anh [5]     | Domesco Đồng Tháp 1                  |                         |
| 24  | 2012 | Lê Văn Duẩn         | BVTV Sài Gòn                         |                         |
| 25  | 2013 | Lê Văn Duẩn [3]     | Eximbank TP.HCM                      |                         |
| 26  | 2014 | Hồ Huỳnh Vạn An     | BVTV An Giang                        | Đồng thời giành áo vàng |
| 27  | 2015 | Lê Văn Duẩn [4]     | VUS TPHCM                            |                         |
| 28  | 2016 | Nguyễn Thành Tâm    | Gạo Hạt ngọc trời An Giang           |                         |
| 29  | 2017 | Lê Nguyệt Minh      | Mathnasium TP.HCM                    |                         |
| 30  | 2018 | Lê Nguyệt Minh [2]  | Minh Giang TP.HCM                    |                         |
| 31  | 2019 | Lê Nguyệt Minh [3]  | Thành phố Hồ Chí Minh MM Mega Market |                         |
| 32  | 2020 | Nguyễn Tấn Hoài     | Dược Domesco Đồng Tháp               |                         |
| 33  | 2021 | Nguyễn Tấn Hoài [2] | Dược Domesco Đồng Tháp               |                         |
| 34  | 2022 | Nguyễn Tấn Hoài [3] | Tập đoàn Lộc Trời An Giang           |                         |
| 35  | 2023 | Petr Rikunov        | Tập đoàn Lộc Trời An Giang           | Đồng thời giành áo vàng |
| 36  | 2024 | Petr Rikunov [2]    | Tập đoàn Lộc Trời An Giang           | Đồng thời giành áo vàng |
| 37  | 2025 | Nick Kergozou       | 620 Nông Nghiệp-Vĩnh Long            |                         |

### Giải Áo chấm đỏ (vua leo núi)
| Lần | Năm  | Vận động viên          | Đội                           | Ghi chú                            |
| --- | ---- | ---------------------- | ----------------------------- | ---------------------------------- |
| 1   | 1989 | Phạm Minh Tân          | Quận 1, Thành phố Hồ Chí Minh |                                    |
| 2   | 1990 | Vương Chí Thành        | Xuất nhập khẩu Tân Bình       | Giành luôn áo vàng và áo xanh      |
| 3   | 1991 | Lâm Huỳnh Sơn          | Xuất nhập khẩu Tân Bình       |                                    |
| 4   | 1992 | Lư Hồng Hải            | Công an Nhân dân              |                                    |
| 5   | 1993 | Ngô Quốc Tiến          | An Giang                      |                                    |
| 6   | 1994 | Ngô Quốc Tiến [2]      | An Giang                      |                                    |
| 7   | 1995 | Nguyễn Thành Quyết     | Công an Tiền Giang            | [ 13 ]                             |
| 8   | 1996 | Võ Hải Thanh           | Cảng Sài Gòn                  | Giành luôn áo vàng                 |
| 9   | 1997 | Mai Công Hiếu          | Domesco Đồng Tháp             |                                    |
| 10  | 1998 | Nguyễn Thành Quyết [2] | Công an Tiền Giang            |                                    |
| 11  | 1999 | Nguyễn Văn Lợi         | Công an Tiền Giang            |                                    |
| 12  | 2000 | Trịnh Phát Đạt         | Domesco Đồng Tháp             |                                    |
| 13  | 2001 | Trương Quốc Thắng      | Khách sạn Thanh Bình          | Đồng thời giành áo vàng            |
| 14  | 2002 | Nguyễn Hữu Hiền        | BVTV An Giang                 | Sau này đổi tên là Nguyễn Văn Hiền |
| 15  | 2003 | Mai Công Hiếu [2]      | Domesco Đồng Tháp             |                                    |
| 16  | 2004 | Trịnh Phát Đạt [2]     | Domesco Đồng Tháp             |                                    |
| 17  | 2005 | Trịnh Phát Đạt [3]     | Domesco Đồng Tháp             |                                    |
| 18  | 2006 | Mai Công Hiếu [3]      | Domesco Đồng Tháp Eximbank    |                                    |
| 19  | 2007 | Gong Hyo-Suk           | South Korea                   |                                    |
| 20  | 2008 | Trịnh Phát Đạt [4]     | Domesco Đồng Tháp             |                                    |
| 21  | 2009 | Gong Hyo-Suk [2]       | South Korea                   | Đồng thời giành áo vàng            |
| 22  | 2010 | Mai Nguyễn Hưng        | BVTV Sài Gòn 1                |                                    |
| 23  | 2011 | Lê Ngọc Sơn            | Dược Domesco Đồng Tháp 2      |                                    |
| 24  | 2012 | Lê Ngọc Sơn [2]        | Dược Domesco Đồng Tháp        |                                    |
| 25  | 2013 | Nguyễn Thành Tâm       | BVTV An Giang                 |                                    |
| 26  | 2014 | Đinh Quốc Việt         | Suntek Sao Việt TP.HCM        |                                    |
| 27  | 2015 | Nguyễn Tấn Hoài        | Dược Domesco Đồng Tháp        |                                    |
| 28  | 2016 | Nguyễn Tấn Hoài [2]    | Dược Domesco Đồng Tháp        |                                    |
| 29  | 2017 | Phan Hoàng Thái        | Dược Domesco Đồng Tháp        |                                    |
| 30  | 2018 | Loic Desriac           | Bike Life Đồng Nai            |                                    |
| 31  | 2019 | Mirsamad Pourseyedi    | Tập đoàn Lộc Trời An Giang    |                                    |
| 32  | 2020 | Javier Sarda Perez     | TP.HCM                        | Đồng thời giành áo vàng            |
| 33  | 2021 | Javier Sarda Perez [2] | TP.HCM Vinama                 |                                    |
| 34  | 2022 | Igor Frolov            | TP.HCM Vinama                 | Đồng thời giành áo vàng            |
| 35  | 2023 | Igor Frolov [2]        | TP.HCM Vinama                 |                                    |
| 36  | 2024 | Igor Frolov [3]        | TP.HCM Vinama                 |                                    |
| 37  | 2025 | Savva Novikov          | Nhựa Bình Minh Bình Dương     |                                    |

### Giải Áo trắng (tay đua trẻ xuất sắc nhất)
Từ năm 1999 đến 2005, chỉ có danh hiệu chung cuộc cho vận động viên trẻ xuất sắc nhất. Danh hiệu Áo trắng được giới thiệu chính thức từ cuộc đua năm 2006.
| Lần | Năm  | Vận động viên               | Đội                                  | Ghi chú                                               |
| --- | ---- | --------------------------- | ------------------------------------ | ----------------------------------------------------- |
| 11  | 1999 | Trần Văn Toàn               | Hà Nội                               |                                                       |
| 12  | 2000 |                             |                                      |                                                       |
| 13  | 2001 | Trương Thế Nhựt             | Vĩnh Long                            |                                                       |
| 14  | 2002 | Trần Văn Ngọc Ẩn            | Công An Tiền Giang                   |                                                       |
| 15  | 2003 | Huỳnh Mai Duy               | Khách Sạn Thanh Bình                 |                                                       |
| 16  | 2004 | Nguyễn Nam Cực (1979)       | Cảng Sài Gòn                         |                                                       |
| 17  | 2005 | Trương Quốc Thắng (1980)    | Khách Sạn Thanh Bình                 |                                                       |
| 18  | 2006 | Bùi Minh Thụy (1989)        | ADC Truyền hình Vĩnh Long            | BTC lần đầu đặt ra giải Áo trắng                      |
| 19  | 2007 | Mai Nguyễn Hưng (1988)      | Vinamit                              |                                                       |
| 20  | 2008 | Bùi Minh Thụy (1989) [2]    | ADC Truyền hình Vĩnh Long            |                                                       |
| 21  | 2009 | Jang Gyung-gu (1990)        | Seoul, Hàn Quốc                      |                                                       |
| 22  | 2010 | Bùi Minh Thụy (1989) [3]    | ADC Truyền hình Vĩnh Long            |                                                       |
| 23  | 2011 | Trần Thanh Nhanh (1993)     | BVTV Sài Gòn 1                       |                                                       |
| 24  | 2012 | Nguyễn Thành Tâm (1992)     | BVTV An Giang                        |                                                       |
| 25  | 2013 | Trần Thanh Điền (1996)      | BVTV Sài Gòn                         | Đồng thời giành Áo vàng                               |
| 26  | 2014 | Phan Hoàng Thái (1998)      | Dược Domesco Đồng Tháp               |                                                       |
| 27  | 2015 | Nguyễn Hoàng Giang (1995)   | Gạo Hạt ngọc trời An Giang           |                                                       |
| 28  | 2016 | Huỳnh Thanh Tùng (1996)     | Quân khu 7                           |                                                       |
| 29  | 2017 | Nguyễn Nhật Nam (1997)      | Dược Domesco Đồng Tháp               |                                                       |
| 30  | 2018 | Ngô Văn Phương (1998)       | BVTV An Giang                        |                                                       |
| 31  | 2019 | Nguyễn Quốc Bảo (1999)      | Dược Domesco Đồng Tháp               |                                                       |
| 32  | 2020 | Nguyễn Văn Bình (2002)      | Thành phố Hồ Chí Minh MM Mega Market |                                                       |
| 33  | 2021 | Lê Hải Đăng (2003)          | Dược Domesco Đồng Tháp               |                                                       |
| 34  | 2022 | Phạm Lê Xuân Lộc (2005)     | Quân khu 7                           |                                                       |
| 35  | 2023 | Phạm Lê Xuân Lộc (2005) [2] | Quân khu 7                           | Tay đua đầu tiên bảo vệ thành công danh hiệu áo trắng |
| 36  | 2024 | Phạm Lê Xuân Lộc (2005) [3] | Quân khu 7                           |                                                       |
| 37  | 2025 | Phạm Lê Xuân Lộc (2005) [4] | Quân khu 7                           |                                                       |

### Giải Áo cam (tay đua Việt Nam có thứ hạng cao nhất)
| Lần | Năm  | Vận động viên     | Đội                        | Ghi chú                |
| --- | ---- | ----------------- | -------------------------- | ---------------------- |
| 35  | 2023 | Nguyễn Thắng      | TP.HCM Vinama              | Lần đầu tiên có áo cam |
| 36  | 2024 | Nguyễn Tấn Hoài   | Tập đoàn Lộc Trời An Giang |                        |
| 37  | 2025 | Nguyễn Hoàng Sang | Le Fruit Maxxis Đồng Nai   |                        |

### Giải vô địch đồng đội
| Lần        | Năm  | Đội                                   | Ghi chú |
| ---------- | ---- | ------------------------------------- | ------- |
| 1          | 1989 | Công an Nhân dân                      |         |
| 2          | 1990 | Công an Nhân dân                      |         |
| 3          | 1991 | Bộ Công an Nhân dân                   |         |
| 4          | 1992 | Công an Nhân dân                      |         |
| 5          | 1993 | Luk Etron                             |         |
| 6          | 1994 | An Giang                              |         |
| 7          | 1995 | Cảng Sài Gòn                          | [ 13 ]  |
| 8          | 1996 | An Giang                              |         |
| 9          | 1997 | Công an Thành phố Hồ Chí Minh         |         |
| 10         | 1998 | Đông Lanh An Giang                    |         |
| 11         | 1999 | An Giang                              |         |
| 12         | 2000 | Công an Tiền Giang                    |         |
| 13         | 2001 | Domesco Đồng Tháp                     |         |
| 14         | 2002 | Domesco Đồng Tháp                     | [ 14 ]  |
| 15         | 2003 | Domesco Đồng Tháp                     |         |
| 16         | 2004 | Cảng Sài Gòn - Tiến Đạt               |         |
| 17         | 2005 | Hàn Quốc                              |         |
| 18         | 2006 | BVTV Sài Gòn - Dofilm                 |         |
| 19         | 2007 | Hàn Quốc                              |         |
| 20         | 2008 | Domesco Đồng Tháp                     |         |
| 21         | 2009 | Hàn Quốc                              |         |
| 22         | 2010 | Mông Cổ                               |         |
| 23         | 2011 | Dược Domesco Đồng Tháp 1              |         |
| 24         | 2012 | Dược Domesco Đồng Tháp                |         |
| 25         | 2013 | Dược Domesco Đồng Tháp                |         |
| 26         | 2014 | Suntek Sao Việt Thành phố Hồ Chí Minh |         |
| 27         | 2015 | Gạo Hạt ngọc trời An Giang            |         |
| 28         | 2016 | Gạo Hạt ngọc trời An Giang            |         |
| 29         | 2017 | Dược Domesco Đồng Tháp                |         |
| 30         | 2018 | VUS Thành phố Hồ Chí Minh             |         |
| 31         | 2019 | VUS Thành phố Hồ Chí Minh             |         |
| Thực tế ảo | 2020 | Dược Domesco Đồng Tháp                |         |
| 32         | 2020 | Thành phố Hồ Chí Minh                 |         |
| 33         | 2021 | Bike Life Đồng Nai                    |         |
| 34         | 2022 | Thành phố Hồ Chí Minh Vinama          |         |
| 35         | 2023 | Tập đoàn Lộc Trời An Giang            |         |
| 36         | 2024 | Thành phố Hồ Chí Minh Vinama          |         |
| 37         | 2025 | Tập đoàn Lộc Trời An Giang            |         |

## Tiếp thị

### Bài hát chính thức
Bài hát chính thức của cuộc đua là "Những bánh xe quay nhanh" do nhạc sĩ Thập Nhất soạn nhạc và nhà báo Đinh Phong viết lời, ra mắt lần đầu tiên vào năm 2000. Từ cuộc đua lần thứ 20 (2008), trong những năm có lộ trình xuyên Việt, bên cạnh ca khúc này còn có ca khúc "Hà Nội - Huế - Sài Gòn".

### Linh vật
Linh vật chính thức của giải đấu là chú ngựa có tên Thần Tốc (tên tiếng Anh là "Speedy"), được giới thiệu lần đầu ở cuộc đua lần thứ 30 (2018).

## Truyền hình
Ban đầu, các chặng đua chưa được truyền hình trực tiếp mà chỉ được ghi hình và tường thuật trên các kênh sóng của HTV. Từ cuộc đua lần thứ 5 trở đi, giải được truyền hình trực tiếp.
Cho đến cuộc đua lần thứ 30 (năm 2018), chỉ có một số chặng đua được truyền hình trực tiếp toàn bộ, các chặng còn lại được ghi hình và phát sóng. Kể từ cuộc đua lần thứ 31 trở đi, tất cả các chặng đua của Cúp Truyền hình (từ các chặng vòng quanh thành phố, chặng đồng đội tính giờ cho đến các chặng đường trường) được truyền hình trực tiếp trên các kênh sóng của Đài Truyền hình Thành phố Hồ Chí Minh (HTV9, HTV7 và HTV Thể thao) và được truyền sóng trực tiếp cho các đài truyền hình địa phương nơi đoàn đua đi qua.

## Ảnh hưởng và tiếp nhận
Từ giải thi đấu mang đậm tính phong trào, tính quần chúng, cuộc đua xe đạp tranh Cúp truyền hình Thành phố Hồ Chí Minh dần khẳng định đây là một giải đấu "Uy tín – Chất lượng – Ý nghĩa". Giải thi đấu quy tụ hầu như tất cả các vận động viên tên tuổi, các đối thủ mạnh nhất của làng xe đạp Việt Nam cùng với các đội đua quốc tế đến từ các quốc gia khác như Hàn Quốc, Thái Lan, Lào, Campuchia, Ukraina và Tây Ban Nha..., với chất lượng chuyên môn ngày càng được nâng cao.

## Thống kê
- Người đoạt áo Vàng nhiều nhất: Trương Quốc Thắng (4 lần)
- Người đoạt áo Xanh nhiều nhất: Đỗ Tuấn Anh (5 lần)
- Đội đoạt áo Vàng nhiều nhất: Khách sạn Thanh Bình (5 lần)
- Cua-rơ đầu tiên giành cả bốn màu áo danh giá của cuộc đua: Nguyễn Thành Tâm
- Cua-rơ nhỏ tuổi - lớn tuổi nhất đoạt áo vàng: Trần Thanh Điền (16 tuổi, 314 ngày) - Javier Sardá Pérez (32 tuổi, 3 ngày)
- Cua-rơ chiến thắng với khoảng cách thời gian sít sao nhất: Nguyễn Trường Tài (0,62 giây)
- Chặng đua dài nhất: chặng Pleiku - Tuy Hòa với lộ trình 220 km năm 2019.[18]

## Nhà tài trợ

### Đơn vị truyền thông
- Đông Tây Promotion (đến 2020)
- Madison Group
- PSC Media

### Tài trợ chính
- Tôn Đông Á (tài trợ độc quyền từ 2016 đến 2018, 2021 - nay)
- Thép Việt Úc
- Tân Hiệp Phát
- Công ty Tribeco
- Fujifilm
- Thép Pomina
- Sabeco
- Tôn Hoa Sen
- TCP Group
- Vingroup
- Masan Group, Hòa Phát
- Dapha, ADC, Robot

### Các đơn vị hỗ trợ khác
- Minh Flim Media
- Công ty Đại Phát
- TC
- ADC
- Việt Hưng Phát